# Beziehungen zwischen Kanada und den Vereinigten Staaten
Die Beziehungen zwischen Kanada und den Vereinigten Staaten zählten zu den engsten weltweit. Zwischen beiden Ländern bestehen zahlreiche politische, sprachliche und kulturelle Gemeinsamkeiten und eine knapp 9.000 Kilometer lange Grenze. Nach dem Ende des Amerikanischen Unabhängigkeitskriegs waren die Beziehungen noch angespannt, da das loyalistische Kanada eine Invasion der Vereinigten Staaten fürchtete. Im 20. Jahrhundert standen beide Länder aber Seite an Seite im Ersten und Zweiten Weltkrieg und dem darauf folgenden Kalten Krieg. 1987 wurde ein Freihandelsabkommen zwischen beiden Ländern geschlossen, welches 1994 zu einer nordamerikanischen Freihandelszone umgewandelt wurde. Gemeinsam sind beide Länder Mitglieder der Organisation amerikanischer Staaten, der NATO, der OECD, der OSZE, der G7, der G20, des Arktischen Rats und vieler weiterer multilateraler Organisationen.

## Geschichte

Situation in Nordamerika (ca. 1750)

Die Gründung von Neufrankreich in Nordamerika erfolgte im 16. Jahrhundert, ebenso wie die Ankunft der ersten Engländer in Neufundland und später Neuengland, wo Siedler Kolonien etablierten. Vor der britischen Eroberung von Französisch-Kanada im Jahr 1760 gab es eine Reihe von Kriegen zwischen Briten und Franzosen und ihren jeweiligen indianischen Verbündeten, die sowohl in den Kolonien als auch in Europa und auf hoher See ausgetragen wurden (bekannt als Franzosen- und Indianerkriege). Ein Großteil der Kämpfe bestand aus Hinterhalten und Kleinkriegen in den Dörfern an der Grenze zwischen Neuengland und Quebec. Die Spannungen entlang der Grenze wurden durch die Religion noch verschärft, denn die französischen Katholiken und die englischen Protestanten hegten ein tiefes gegenseitiges Misstrauen. Zu Beginn des amerikanischen Unabhängigkeitskriegs hofften die amerikanischen Revolutionäre, dass sich die Frankokanadier in Québec und die Kolonisten in Nova Scotia ihrer Rebellion anschließen würden. Als der Nordosten Quebecs eingenommen wurde, schlossen sich Tausende der amerikanischen Sache an und bildeten Regimenter, die während des Krieges kämpften; die meisten blieben jedoch neutral und einige kämpften auch für die Briten. Schließlich erlangten die USA mit der militärischen Unterstützung der Franzosen ihre Unabhängigkeit, und der Vertrag von Paris 1783 zwang Großbritannien, Teile des südwestlichen Kanadas an die USA abzutreten. Nach der Unabhängigkeit der Vereinigten Staaten wurde Kanada zu einem Zufluchtsort für zahlreiche Loyalisten. Die verbliebenen britischen Kolonien wurden als Britisch-Nordamerika bekannt und bildeten die Basis für das spätere Kanada.

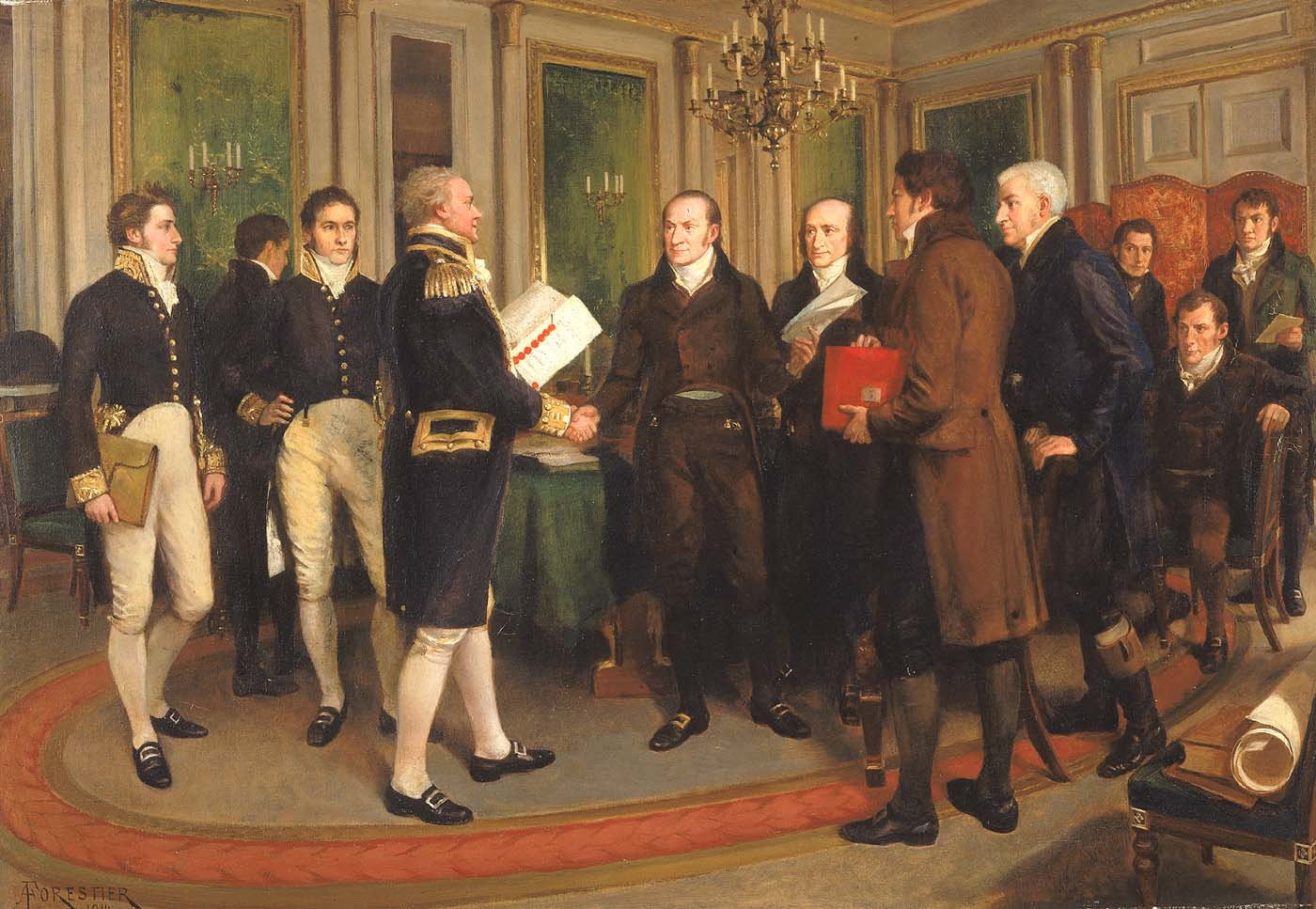
Friede von Gent (1814)

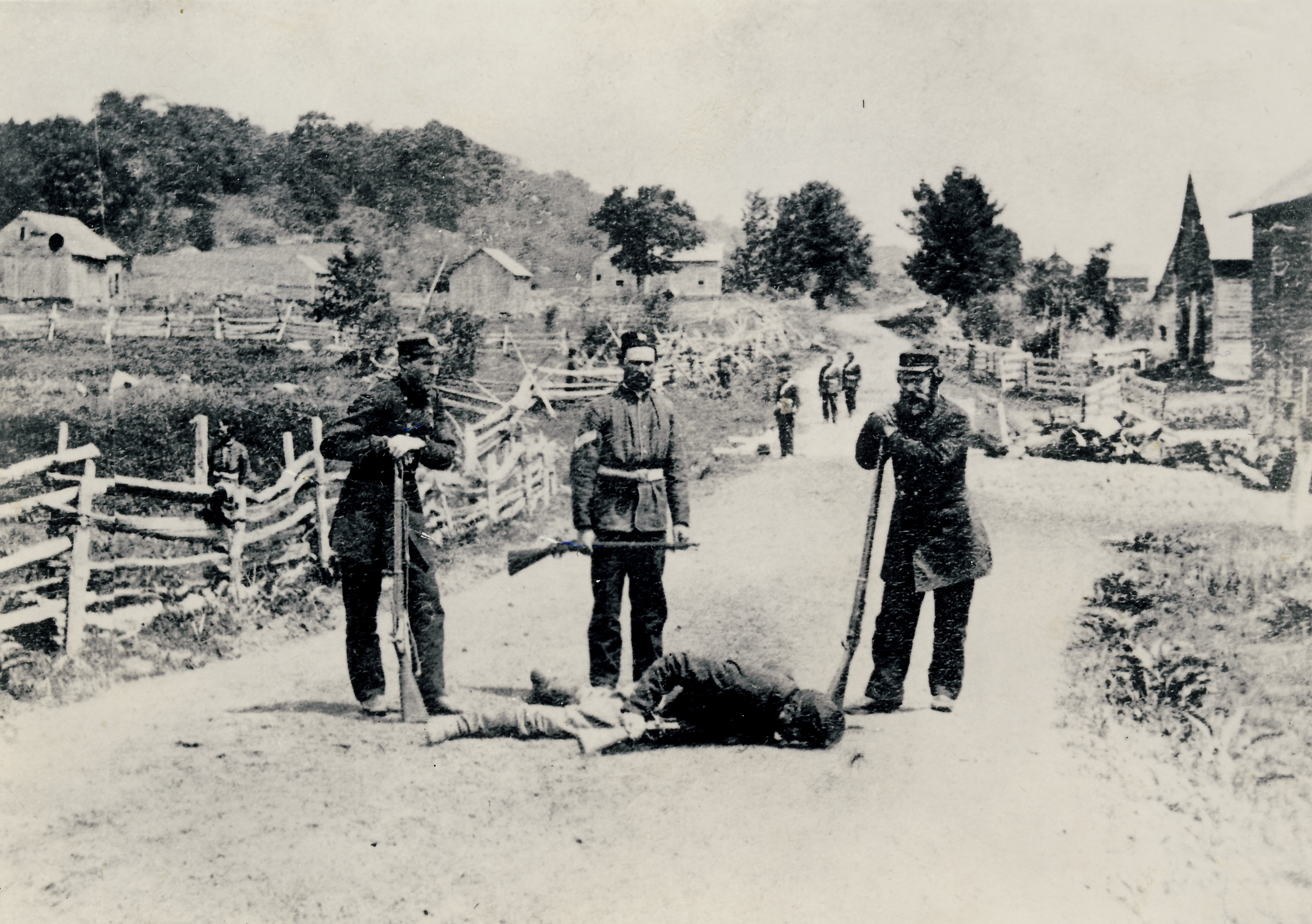
Kanadische Grenzwachen mit getötetem Fenian Brother (1870)

Mit dem Jay-Vertrag von 1794 wurden die britisch-amerikanischen Beziehungen für die Nachkriegszeit geregelt, die Beziehungen verschlechterten sich jedoch bald darauf wieder und 1812 brach der Britisch-Amerikanische Krieg aus. Die Amerikaner waren verärgert über die britische Belästigung von US-Schiffen auf hoher See und das etwa 6.000 Seeleute von US-amerikanischen Schiffen zum Dienst in der Royal Navy gepresst wurden. Auch Handelsbeschränkungen gegenüber dem napoleonischen Frankreich und die britische Unterstützung für feindselige Indianerstämme in Ohio und anderen Gebieten störten die Amerikaner. Als der Krieg ausbrach, bestand die amerikanische Strategie darin, Kanada zu erobern. Die amerikanischen Invasionen wurden jedoch in erster Linie von den britischen Streitkräften mit Unterstützung der amerikanischen Ureinwohner und der Miliz von Oberkanada zurückgeschlagen. Mithilfe der Royal Navy führten die Briten eine Reihe von Überfällen auf die amerikanische Küste durch, die in einem Angriff auf Washington gipfelten, bei dem sie das Weiße Haus, das Kapitol und andere öffentliche Gebäude in Brand setzten. Auf dem Land konnten sie bis weit nach Michigan und Illinois vorstoßen. Nach der Niederlage Napoleons in Europa wurde mit dem Friede von Gent 1814 der Krieg beendet, womit Kanada unter britischer Herrschaft verblieb. Die erfolgreiche Abwehr des amerikanischen Angriffs wurde später zu einem Nationalmythos für das anglofone Kanada.

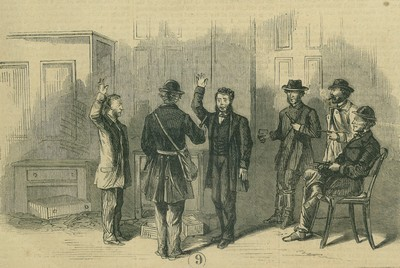
Abbildung des St.-Albans-Vorfall (1864)

Eine Reihe von Nachkriegsabkommen stabilisierte die Beziehungen entlang der kanadisch-amerikanischen Grenze weiter. Kanada reduzierte die amerikanische Einwanderung aus Angst vor zu großem amerikanischen Einfluss und baute die Anglikanische Kirche von Kanada als Gegengewicht zu den überwiegend amerikanischen Methodisten- und Baptistenkirchen auf. Die Demokratie, wie sie in den USA praktiziert wird, wurde ins Lächerliche gezogen und die pro-demokratischen Rebellionen von 1837 in Niederkanada und Oberkanada wurden niedergeschlagen. Die amerikanische Politik ignorierte die Rebellionen weitgehend und Kanada generell zugunsten der Expansion der amerikanischen Grenze nach Westen. 1842 wurde das Webster-Ashburton-Treaty abgeschlossen, welches den Grenzverlauf von Maine festlegte und den Aroostook-Krieg zwischen den Vereinigten Staaten und der britischen Kolonie New Brunswick beendete. Nach dem Schweinekonflikt von 1859 trat Kanada die San Juan Islands an die USA ab. Während des Sezessionskriegs (1861–1865) in den Vereinigten Staaten blieben die Briten offiziell neutral. Etwa 40.000 Kanadier meldeten sich freiwillig für die Unionsarmee und einige wenige für die Konföderiertenarmee. Vor dem Krieg waren viele entlaufene Sklaven über die Underground Railroad nach Kanada geflüchtet. Aber Kanada wurde trotz der Neutralität auch von den Konföderierten als Basis für Angriffe auf die Nordstaaten genutzt, wie bei dem St.-Albans-Vorfall. Dort töteten Soldaten der Konföderierten einen amerikanischen Staatsbürger, raubten drei Banken aus und erbeuteten mehr als 200.000 US-Dollar. Anschließend flüchteten sie nach Kanada, wo sie verhaftet, dann aber von einem kanadischen Gericht zum Ärger der Amerikaner freigelassen wurden.
Die Amerikaner waren verärgert über die vermeintliche Unterstützung Großbritanniens für die Konföderation während des Sezessionskriegs. Einige führende Politiker forderten eine hohe Zahlung mit der Begründung, dass die britische Beteiligung den Krieg um zwei Jahre verlängert habe (Alabamafrage). Als der amerikanische Außenminister William H. Seward 1867 den Alaska-Kauf mit Russland aushandelte, wollte er damit den ersten Schritt eines umfassenden Plans zur Erlangung der Kontrolle über die gesamte nordwestliche Pazifikküste tun, weshalb das amerikanische Interesse an British Columbia als britische Entschädigung stieg. Der Plan sah vor, British Columbia, die Red-River-Kolonie (Manitoba) und Nova Scotia zu annektieren und im Gegenzug die Schadensersatzforderungen fallen zu lassen. Das Geschäft kam allerdings nicht zustande und später verpflichtete ein Tribunal Großbritannien, 15,5 Millionen Dollar für Kriegsschäden zu zahlen. Großbritannien zahlte und die Episode endete in friedlichen Beziehungen. 1867 entstand die Kanadische Konföderation, womit der britischen Kolonie erweiterte Selbstverwaltung zugestanden wurde, während Großbritannien die Kontrolle über die Außen- und Verteidigungspolitik behielt. Zwischen 1866 und 1871 belasteten die Angriffe der pro-irischen Fenian Brotherhood auf das britische Kanada von den USA aus die Beziehungen. Die amerikanische Regierung, verärgert über die kanadische Duldung der konföderierten Plünderer während des Sezessionskriegs, unternahm nur sehr langsam Schritte zur Entwaffnung der Fenian Brotherhood. Deren Ziel war es, durch Grenzattacken, Druck auf die Briten auszuüben, damit diese sich aus Irland zurückziehen. Keiner dieser Angriffe erreichte sein Ziel, und alle wurden von den lokalen kanadischen Streitkräften schnell zurückgeschlagen.

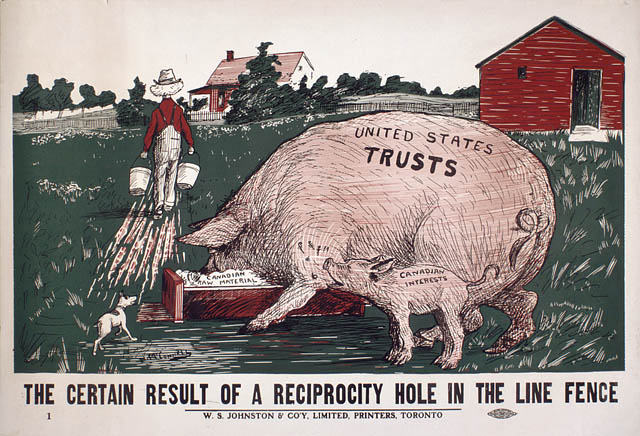
Kanadisches Wahlplakat gegen ein Handelsabkommen mit den USA (1911)

Mit dem Vertrag von Washington im Jahre 1871 wurden ungeklärte Fragen zwischen den Briten und den Amerikanern in Nordamerika geklärt und die Grundlage für die friedlichen und kooperativen amerikanisch-kanadischen Beziehungen gelegt. Mit der Anerkennung Kanadas durch die USA verringerten sich die Sorgen eines militärischen Angriffs der Amerikaner. 1903 wurde die Grenze zwischen Alaska und Kanada festgelegt. Die endgültige Resolution begünstigte die amerikanische Position. Die Enttäuschung und Wut in Kanada richtete sich weniger gegen die Vereinigten Staaten als vielmehr gegen die britische Regierung, die die kanadischen Interessen zugunsten besserer britisch-amerikanischer Beziehungen verraten hatte, was zu einer zunehmenden kanadischen Selbstbehauptung führte. Die liberale Regierung handelte 1911 einen Gegenseitigkeitsvertrag mit den USA aus, der die Handelsschranken senken sollte. Dies wurde allerdings von den Konservativen als Verrat und Ausverkauf kanadischer Interessen angesehen, welche nach ihrer Wahl den Vertrag aufkündigten. Nach dem Beginn des Ersten Weltkriegs befand sich Kanada ab 1914 im Krieg mit den Mittelmächte, während die USA bis 1917 warteten, bis sie ebenfalls auf Seite der Alliierten in den Krieg eintraten. Beide Länder kooperierten eng im Krieg miteinander, was vertrauensvolle Beziehungen begünstigte. In den 1920er Jahren wurde Kanada dann die Verantwortung für seine eigenen außenpolitischen und militärischen Angelegenheiten von den Briten gewährt und Kanada entsendete auch eine eigene Delegation für die Verhandlungen von Versailles. 1927 wurde der erste eigene kanadische Botschafter in die USA entsendet. Die Beziehungen zu den Vereinigten Staaten waren bis 1930 freundschaftlich, als Kanada vehement gegen den neuen Smoot-Hawley Tariff Act protestierte, mit dem die USA die Zölle auf aus Kanada eingeführte Produkte erhöhten. Kanada revanchierte sich mit eigenen höheren Zöllen auf amerikanische Produkte und ging zu einem verstärkten Handel innerhalb des britischen Empire über. Der Handel zwischen den USA und Kanada ging um 75 % zurück, als die Große Depression beide Länder in Mitleidenschaft zog.

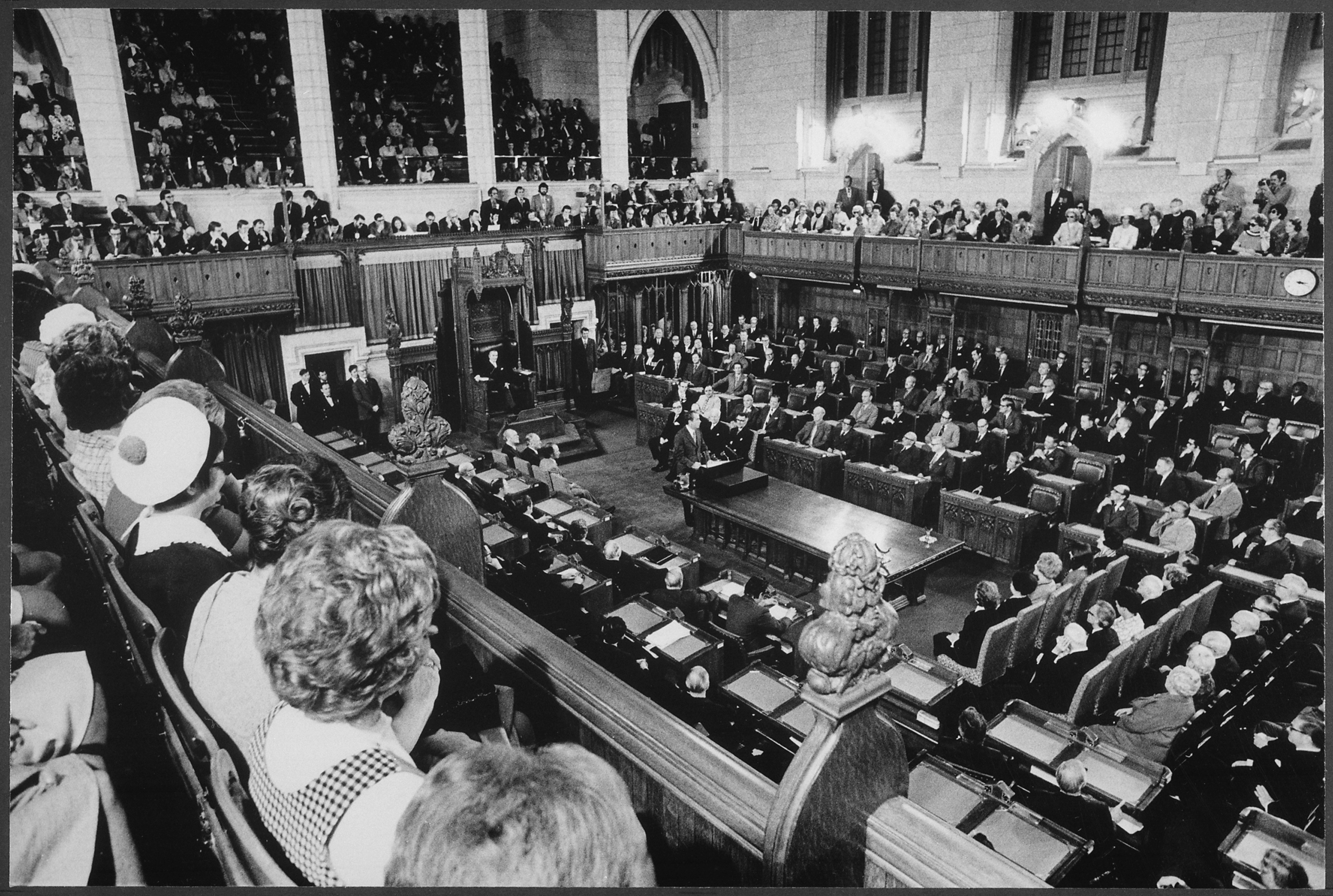
Richard Nixon vor dem Parlament Kanadas (1972)

Die beiden Länder arbeiteten im Zweiten Weltkrieg eng zusammen und beide Länder bekämpften die Achsenmächte entschlossen. Schon vor dem Eintritt der Vereinigten Staaten in den Zweiten Weltkrieg im Dezember 1941 erhielt Kanada Roosevelts Erlaubnis zur Rekrutierung in den USA in den Jahren 1940–42. So traten 49.000 Amerikaner über das Clayton Knight Committee in die RCAF (kanadische) oder RAF (britische) Luftstreitkräfte ein. Kanada ermöglichte den Bau des Alaska Highway und beteiligte sich an der Entwicklung der Atombombe. An der Seite der Amerikaner kämpften die Streitkräfte Kanadas im Pazifikkrieg und an der Westfront. Während des Krieges bauten die Amerikaner auch große Militärbasen auf Neufundland, damals eine Kronkolonie der Briten. Danach zeigte Neufundland Interesse an einem Anschluss an die USA, die allerdings kein Interesse zeigten, und 1948 schloss sich Neufundland nach einem Referendum deshalb Kanada an. Nach dem Ende des Krieges wurden Kanada und die Vereinigten Staaten zu äußerst engen Partnern. Während des Kalten Krieges war Kanada ein enger Verbündeter der Vereinigten Staaten und wurde 1949 einer der Gründungsmitglieder der NATO. 1958 legten beide Länder ihre Luftverteidigung durch das North American Aerospace Defense Command zusammen. In den 1960er Jahren kam es allerdings zu einem Konflikt, als US-Präsident John F. Kennedy die mangelnde Unterstützung des kanadischen Premiers John Diefenbaker während der Kubakrise bemängelte. Beide Staatsmänner konnten keine vertrauensvolle Beziehung aufbauen. Auch die kanadische Ablehnung des Vietnamkriegs sorgte für Spannungen. Zahlreiche Amerikaner versuchten sich der Einberufung nach Vietnam durch die Flucht nach Kanada zu enziehen. Die Frage der Aufnahme amerikanischer Exilanten wurde in Kanada zu einer lokalen politischen Debatte, in der es um die Souveränität Kanadas in Bezug auf sein Einwanderungsgesetz ging. Die Vereinigten Staaten mischten sich nicht ein, weil sie Kanada als einen geografisch nahen Verbündeten betrachteten, zu dem die Beziehungen nicht weiter belastet werden sollten.
Nach dem Nixon-Schock verkündete der kanadische Premier Pierre Trudeau 1971, Kanada von den USA kulturell und wirtschaftlich unabhängiger zu machen. Trudeau schlug eine Politik der „Dritten Option“ vor, die darauf abzielte, den kanadischen Handel zu diversifizieren und die Bedeutung des amerikanischen Marktes zurückzudrängen. In einer Rede 1972 in Ottawa erklärte Nixon deshalb die „besonderen Beziehungen“ zwischen Kanada und den Vereinigten Staaten für beendet. Unter Nixon kam es zu zahlreichen Konflikten mit den Kanadiern hinsichtlicher der Handels- und Außenpolitik. Dies änderte sich zum Besseren, als Trudeau und Präsident Jimmy Carter (1977–1981) ein besseres Verhältnis zueinander fanden. Nach dem Amtsantritt von Ronald Reagan 1981 kam es erneut zu Meinungsverschiedenheiten mit der Trudeau-Regierung in Kanada, was sich mit dem Amtsantritt von Brian Mulroney in Kanada 1984 änderte. Unter seiner Ägide wurden die Handelsbeziehungen deutlich intensiviert und ein Freihandelsabkommen mit den USA, welches lange auf Widerstand in Kanada gestoßen war, wurde 1987 unterzeichnet. Es wurde 1994 durch das Abkommen NAFTA zwischen Mexiko, Kanada und den USA ersetzt. In der Amtszeit von US-Präsident George W. Bush lehnte Kanada den Irakkrieg 2003 ab und beteiligte sich nicht an der Koalition der Willigen, eine Entscheidung die von 70 Prozent der Kanadier unterstützt wurde.

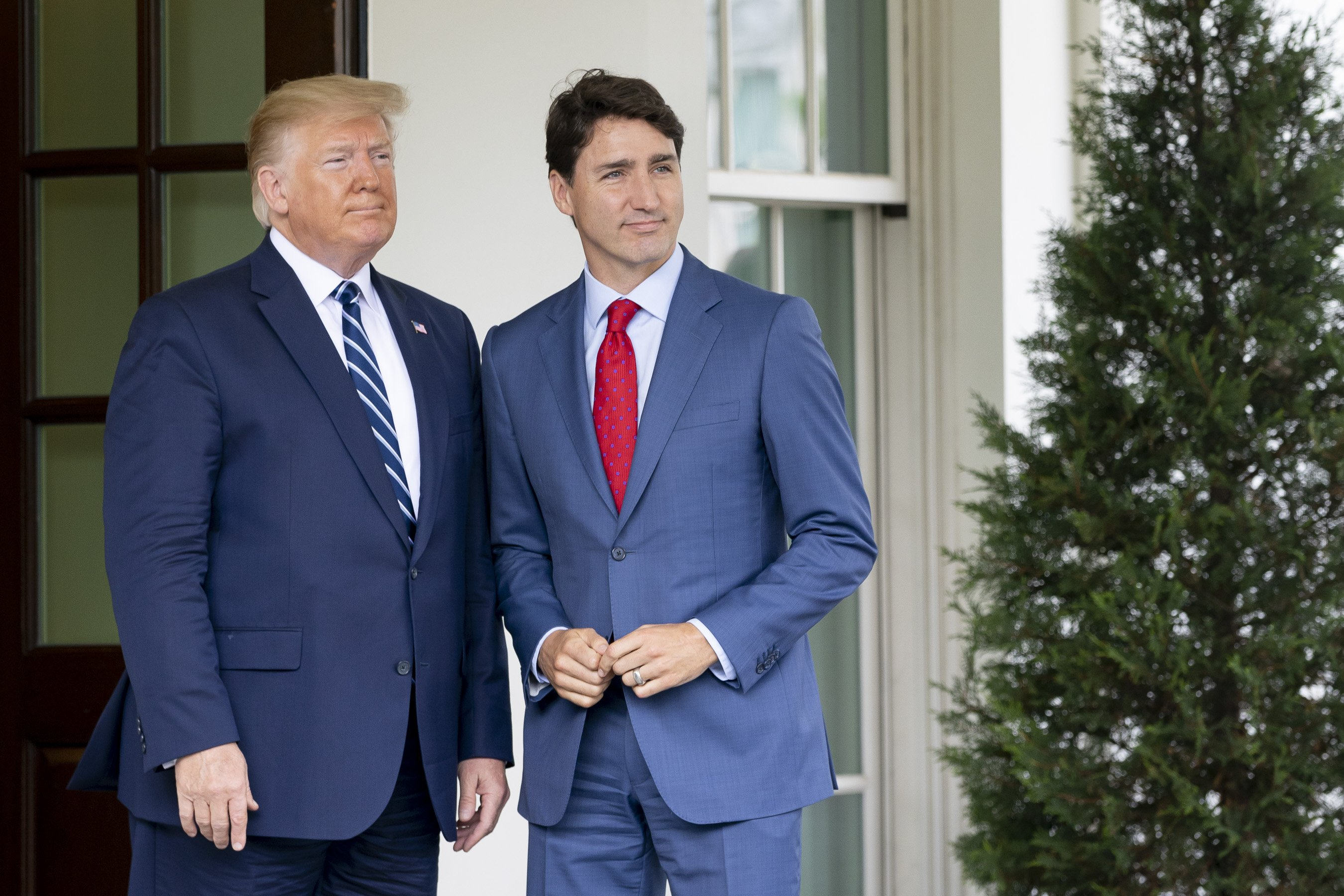
Donald Trump und Justin Trudeau im Weißen Haus (2019)

Unter Barack Obama waren die Beziehungen zu Kanada hervorragend, während sie ab 2016 unter Donald Trump angespannt waren. Trump begann einen Handelskonflikt mit Kanada und bezichtigte den kanadischen Premier Justin Trudeau öffentlich der Lüge und bezeichnete ihn als „unehrlich“ und „schwach“. Trumps Berater für Handelsfragen, Peter Navarro, sagte, dass es für Trudeau einen „besonderen Platz in der Hölle“ gebe, da er „böswillige Diplomatie gegenüber Präsident Trump“ betreibe. Nachdem Trump im Jahr 2024 für eine zweite Amtszeit wiedergewählt worden war, kündigte dieser an, Importe aus Kanada mit einem Zollsatz von 25 Prozent zu belegen. Bei einem Treffen mit Trudeau sagte Trump: „Wenn Kanada mit den USA fusionieren würde, gäbe es keine Zölle, die Steuern würden deutlich sinken und sie wären vollständig sicher vor der Bedrohung durch russische und chinesische Schiffe, die sie ständig umgeben“. Trudeau erwiderte: „Die Wahrscheinlichkeit, dass Kanada Teil der Vereinigten Staaten wird, ist kleiner als die für einen Schneeball in der Hölle.“
Trump rief nach Antritt seiner zweiten Präsidentschaft den nationalen Notstand aus und verhängte Zölle in Höhe von 25 % auf Waren aus Kanada und Mexiko sowie 10 % auf Waren aus der VR China. Mit den Zöllen soll laut Trump der Schmuggel der Droge Fentanyl in die USA sowie der Zustrom illegaler Migranten gestoppt werden. Die betroffenen Staaten reagierten mit Gegenmaßnahmen. Nach Verhandlungen und Absprachen zur Sicherung der Grenzen setzte er die Strafzölle für Kanada und Mexiko zunächst aus.
Ende März 2025 kündigte Trump an, auf alle in die USA importierten Autos und auch auf alle importierten Autoteile 25 % Importzoll zu erheben. 
Der kanadische Ministerpräsident Mark Carney sagte, diese neuen Autozölle seien ein direkter Angriff auf die kanadischen Arbeitnehmer.

## Militärische und Sicherheitspolitische Beziehungen
Das kanadische Militär hat wie die Streitkräfte anderer NATO-Staaten in den meisten größeren Konflikten seit dem Zweiten Weltkrieg an der Seite der Vereinigten Staaten gekämpft, so auch im Koreakrieg, im Zweiten Golfkrieg, im Kosovokrieg und zuletzt im Krieg in Afghanistan. Die wichtigsten Ausnahmen waren die Opposition der kanadischen Regierung gegen den Vietnamkrieg und den Irakkrieg, was zu einigen kurzen diplomatischen Spannungen führte. Trotz dieser Probleme sind die militärischen Beziehungen eng geblieben.
Die amerikanischen Verteidigungsvereinbarungen mit Kanada sind umfangreicher als mit jedem anderen Land. Der 1940 eingerichtete Ständige gemeinsame Verteidigungsausschuss (Permanent Joint Board of Defense) berät auf politischer Ebene über bilaterale Verteidigungsfragen. Die Vereinigten Staaten und Kanada sind im Rahmen der NATO zur gegenseitigen Sicherheit verpflichtet. Darüber hinaus arbeiten die amerikanischen und kanadischen Streitkräfte seit 1958 im Rahmen des North American Aerospace Defense Command (NORAD) bei der kontinentalen Luftverteidigung zusammen. Außerdem ist die Interoperabilität mit den amerikanischen Streitkräften seit dem Ende des Kalten Krieges ein Leitprinzip der kanadischen Streitkräftestruktur und -doktrin. So fügen sich beispielsweise Fregatten der kanadischen Marine nahtlos in amerikanische Trägerkampfgruppen ein. Wenn es um den Zugang zu relevanten geheimdienstlichen Informationen geht, haben die Kanadier als Teil der Five Eyes eine privilegierte Position unter den Verbündeten der USA.

## Wirtschaftsbeziehungen

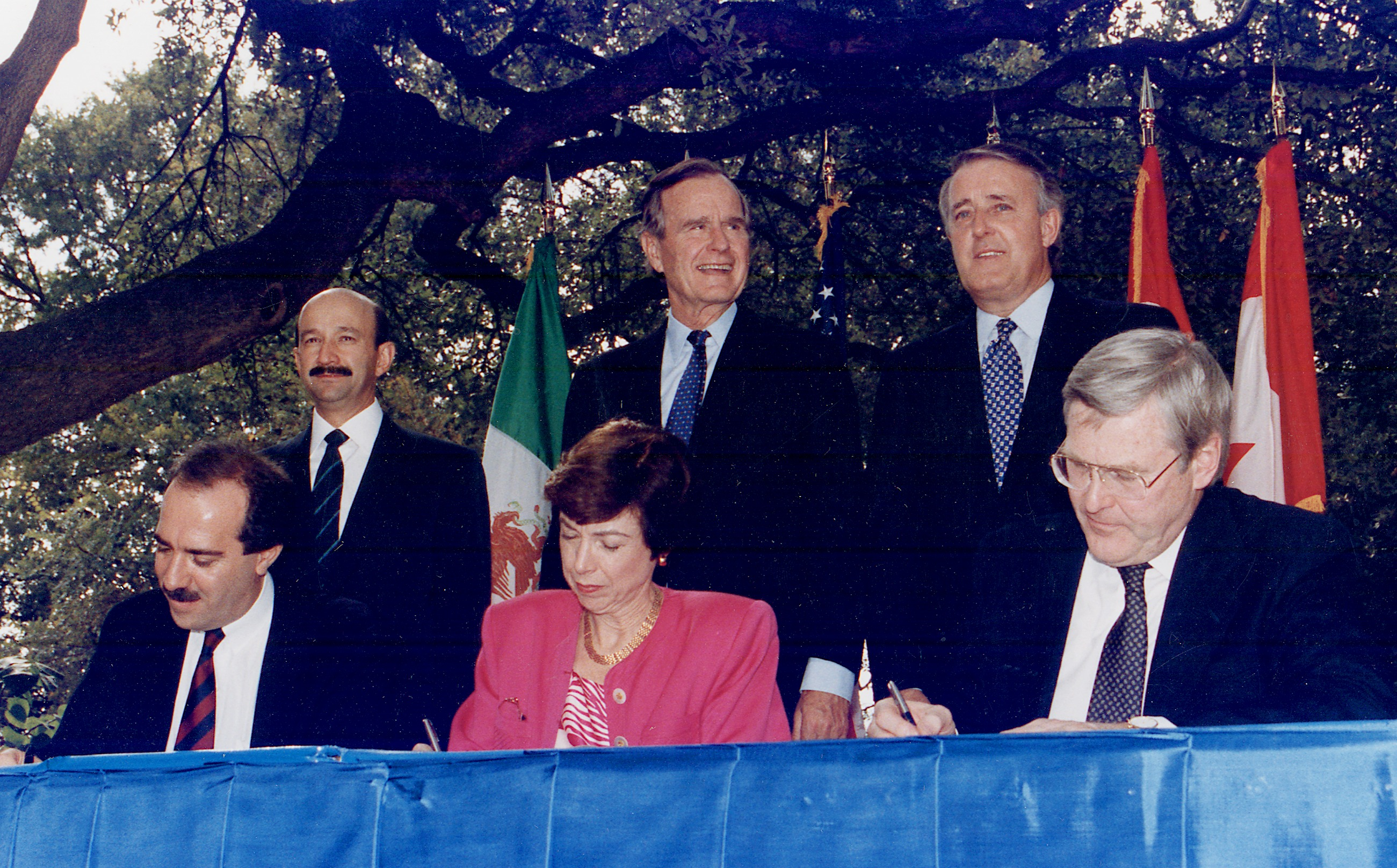
Unterzeichnung von NAFTA (1994)

Der bilaterale Handel von Waren und Dienstleitung zwischen beiden Ländern lag im Jahre 2022 bei 909 Milliarden US-Dollar. Damit war Kanada für die USA der größte Handelspartner, noch vor Mexiko und der Volksrepublik China und das Volumen des Handels zwischen beiden Staaten übertraf jede andere bilaterale Handelsbeziehung auf der Welt. Insgesamt werden knapp zwei Drittel des kanadischen Außenhandels mit den USA abgewickelt, wobei damit eine große Abhängigkeit der kanadischen Wirtschaft von der US-Konjunktur besteht. Beim Warenhandel wiesen die USA 2022 ein Handelsbilanzdefizit von knapp 50 Milliarden US-Dollar auf. Der Energiehandel ist die größte Komponente dieses grenzüberschreitenden Handels. Dank seiner Ölsandvorkommen verfügt Kanada über die drittgrößten Ölreserven (nach Saudi-Arabien und Venezuela). Die Vereinigten Staaten sind seit jeher Kanadas nahezu einziger Exportmarkt für Erdgas, Erdöl und Energie aus Wasserkraft. Daneben ist auch der grenzüberschreitende Handel mit Agrargütern und Industrieerzeugnissen für beide Länder von Bedeutung. Jeden Tag überqueren Güter im Milliardenwert die Grenze zwischen den beiden Ländern. Zahlreiche kanadische und amerikanische Unternehmen operieren im jeweiligen Nachbarland und die kanadischen Investitionen in den USA hatten 2022 ein kumuliertes Volumen von 500 Milliarden US-Dollar erreicht. Die der US-Unternehmen in Kanada hatten eine vergleichbare Größe. Zwischen beiden Ländern bestehen zahlreiche Gemeinsamkeiten bei der Unternehmenskultur und dem rechtlichen und regulatorischen Umfeld. Beide Länder sind vom Wirtschaftsliberalismus geprägt, auch wenn es in Kanada einen ausgeprägteren Sozialstaat gibt.
Die wirtschaftliche Integration der beiden Länder wurde maßgeblich durch das Freihandelsabkommen von 1987 und das spätere NAFTA-Abkommen vorangetrieben. In der Amtszeit von Donald Trump wurde das Abkommen neu verhandelt und durch das United States–Mexico–Canada Agreement (USMCA) ersetzt, welcher eine stärkere Betonung auf die Schaffung eines rein nordamerikanischen Wirtschaftsraums legte. Trotz der engen Handelsbeziehungen kam es gelegentlich zu Streitigkeiten hinsichtlich des Handels mit Agrarerzeugnissen wie Rindfleisch oder Holz. Ein weiterer Konfliktpunkt sind Fischereirechte.

## Kulturbeziehungen

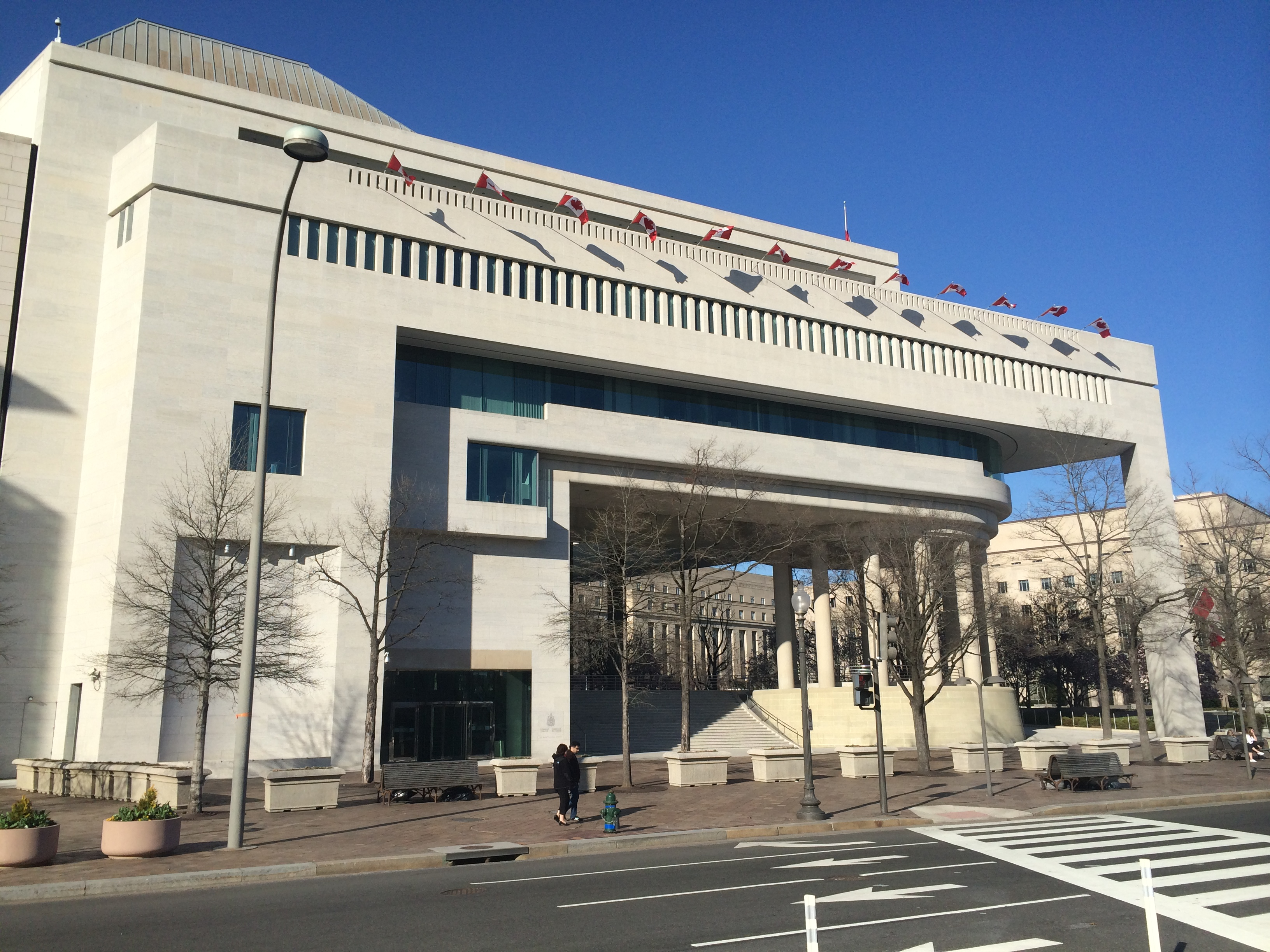
Kanadische Botschaft in Washington

Beide Länder verbindet in vielen Bereichen eine gemeinsame Kultur, was durch die gemeinsame englische Sprache (mit Ausnahme von Québec) begünstigt wird. So spielen kanadische Sportteams in den großen amerikanischen Sportligen (wie der NBA, der NHL und der MLS) und zahlreiche kanadische Künstler, Musiker und Schauspieler haben es in den USA zu großer Bekanntheit gebracht. Gleichzeitig ist die Abgrenzung von dem übermächtigen Nachbarn ein wichtiger Teil der nationalen Identität Kanadas. Im Vergleich zu den USA weist Kanada ein eigenständiges frankokanadisches und indigenes Erbe auf und es bestehen zwischen beiden Ländern deutliche Unterschiede hinsichtlich der politischen Kultur und des Gesundheits- und Bildungswesens. Es gibt von Seiten der Regierung Kanadas verschiedene Initiativen und Programmen, die eine eigenständige kanadische Kultur fördern, wie die Canadian Broadcasting Corporation (CBC), das National Film Board of Canada (NFB), die Canadian Radio-television and Telecommunications Commission (CRTC) und das Department of Canadian Heritage.